# Gilliam County
Gilliam County ist ein County im Bundesstaat Oregon der Vereinigten Staaten von Amerika. Das U.S. Census Bureau hat bei der Volkszählung 2020 eine Einwohnerzahl von 1.995 ermittelt. Der Sitz der Countyverwaltung (County Seat) ist Condon.

## Geographie
Das County hat eine Fläche von 3167 Quadratkilometern; davon sind 49 Quadratkilometer (1,53 Prozent) Wasserfläche.

## Geschichte
Das County wurde am 25. Februar 1885 gebildet und nach Cornelius Gilliam benannt. Gilliam war Offizier im Black-Hawk-Krieg und im Zweiten Seminolenkrieg und führte im Jahr 1844 einen Treck nach Oregon.
Drei Bauwerke und Stätten des Countys sind im National Register of Historic Places (NRHP) eingetragen (Stand 9. Juni 2018).

## Demografische Daten

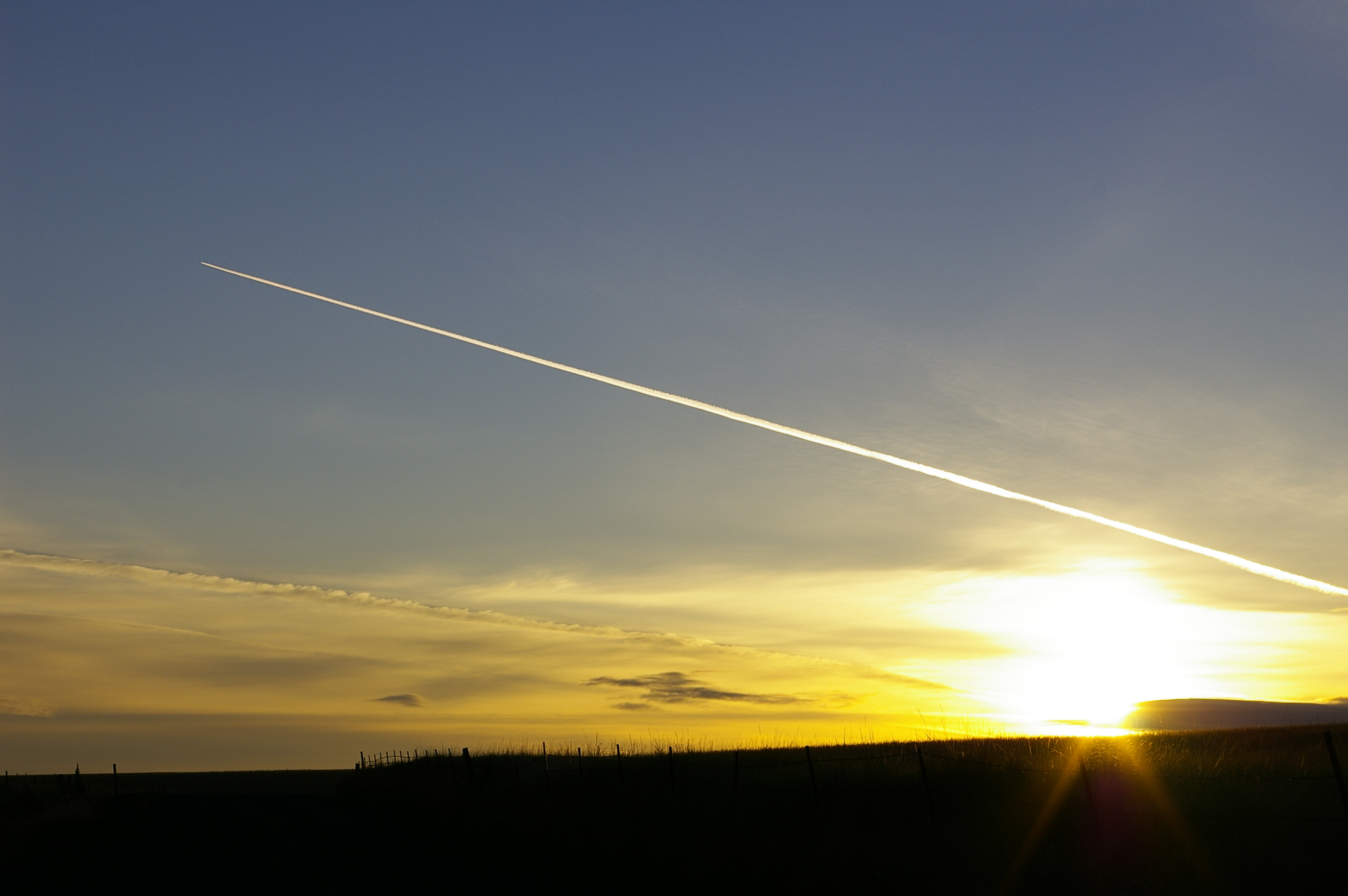
Sonnenuntergang im Gilliam County

Nach der Volkszählung im Jahr 2000 lebten im County 1.915 Menschen. Es gab 819 Haushalte und 543 Familien. Die Bevölkerungsdichte betrug 1 Einwohner pro Quadratkilometer. Ethnisch betrachtet setzte sich die Bevölkerung zusammen aus 96,76 % Weißen, 0,16 % Afroamerikanern, 0,84 % amerikanischen Ureinwohnern, 0,16 % Asiaten, 0,00 % Bewohnern aus dem pazifischen Inselraum und 1,15 % Prozent aus anderen ethnischen Gruppen; 0,94 % stammten von zwei oder mehr ethnischen Gruppen ab. 1,83 % der Bevölkerung waren spanischer oder lateinamerikanischer Abstammung.
Von den 819 Haushalten hatten 27,60 % Kinder und Jugendliche unter 18 Jahre, die bei ihnen lebten. 57,90 % waren verheiratete, zusammenlebende Paare, 5,90 % waren allein erziehende Mütter. 33,60 % waren keine Familien. 29,50 % waren Singlehaushalte und in 12,10 % lebten Menschen im Alter von 65 Jahren oder darüber. Die Durchschnittshaushaltsgröße betrug 2,31 und die durchschnittliche Familiengröße lag bei 2,85 Personen.
Auf das gesamte County bezogen setzte sich die Bevölkerung zusammen aus 23,20 % Einwohnern unter 18 Jahren, 5,40 % zwischen 18 und 24 Jahren, 25,60 % zwischen 25 und 44 Jahren, 26,70 % zwischen 45 und 64 Jahren und 19,10 % waren 65 Jahre alt oder darüber. Das Durchschnittsalter betrug 43 Jahre. Auf 100 weibliche Personen kamen 102,20 männliche Personen, auf 100 Frauen im Alter ab 18 Jahren kamen statistisch 96,30 Männer.
Das jährliche Durchschnittseinkommen eines Haushalts betrug 33.611 USD, das Durchschnittseinkommen der Familien betrug 41.477 USD. Männer hatten ein Durchschnittseinkommen von 30.915 USD, Frauen 20.852 USD. Das Prokopfeinkommen betrug 17.659 USD. 9,10 % der Bevölkerung und 6,70 % der Familien lebten unterhalb der Armutsgrenze. 11,00 % davon waren unter 18 Jahre und 6,60 % waren 65 Jahre oder älter.